# H Zentre

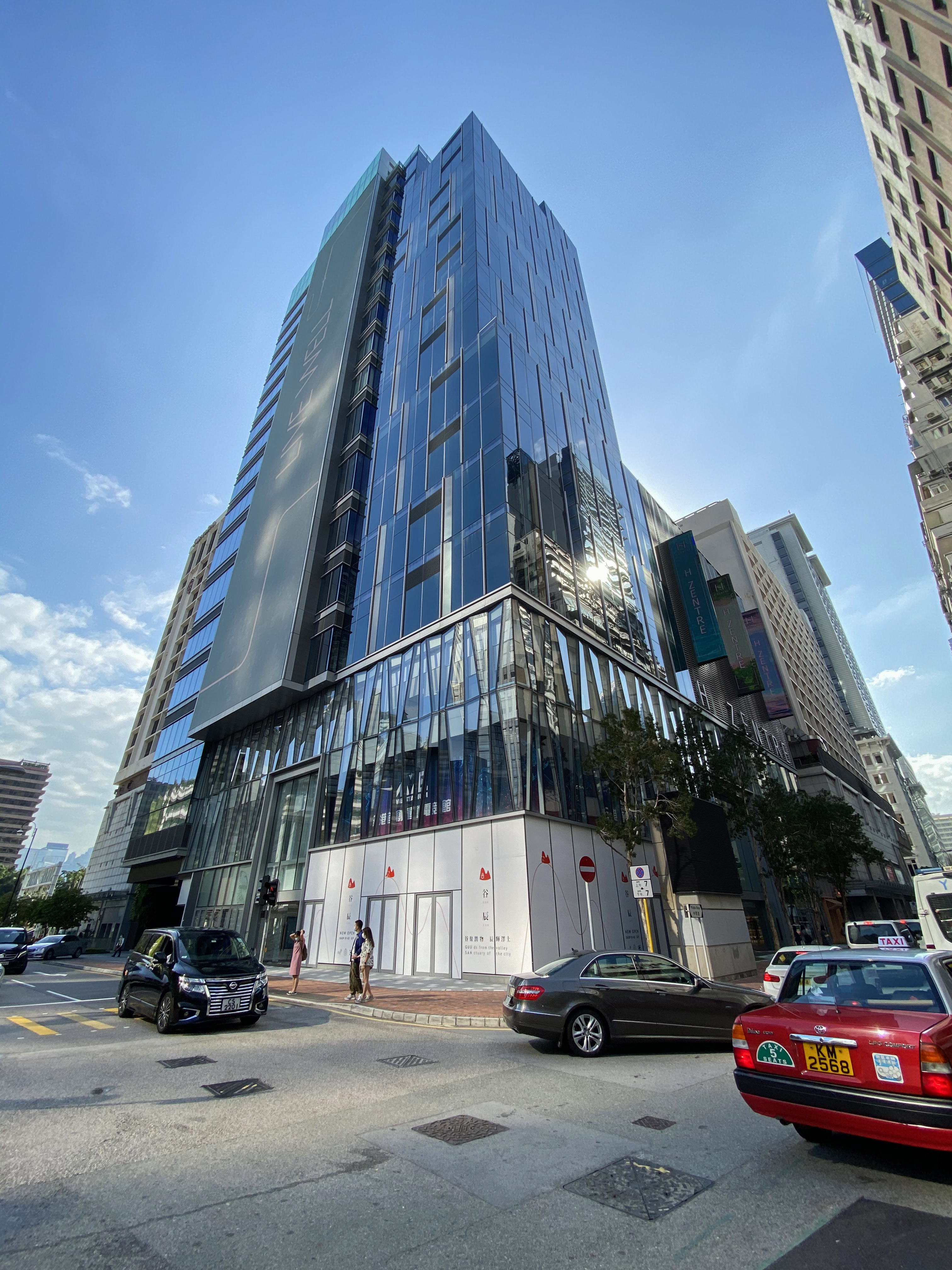
H Zentre外貌

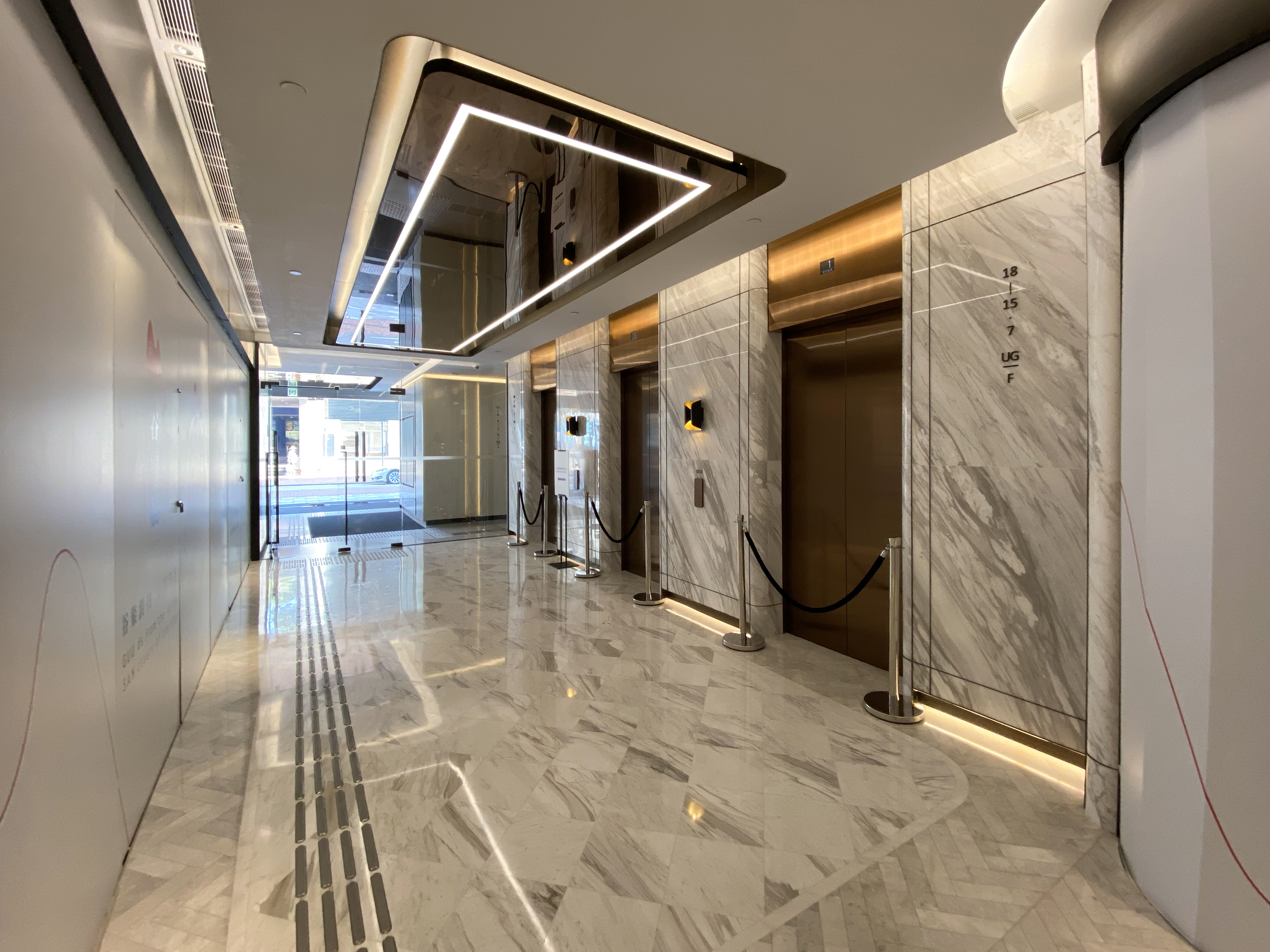
往大廈高層的升降機大堂

H Zentre，是香港一座商廈建築，位於九龍尖沙咀中間道15號，由恒基兆業地產發展，在2020年（5年前）落成。H Zentre前身是中間道停車場。建築物由王歐陽建築師設計，室內則由CL3負責設計。

## 歷史
建築物前身為中間道停車場，其後地政總署在2014年就項目進行招標，並接獲18份標書，包括長實、信置與資本策略地產等合組財團、帝盛酒店及億京發展等入標。同年9月初，恒基地產以46.88億港元投得中間道商業地，成為當時全港最貴重商業地皮。恒基地產計劃把項目發展成銀座式商廈，並根據賣地條款重置停車場。

## 大廈結構

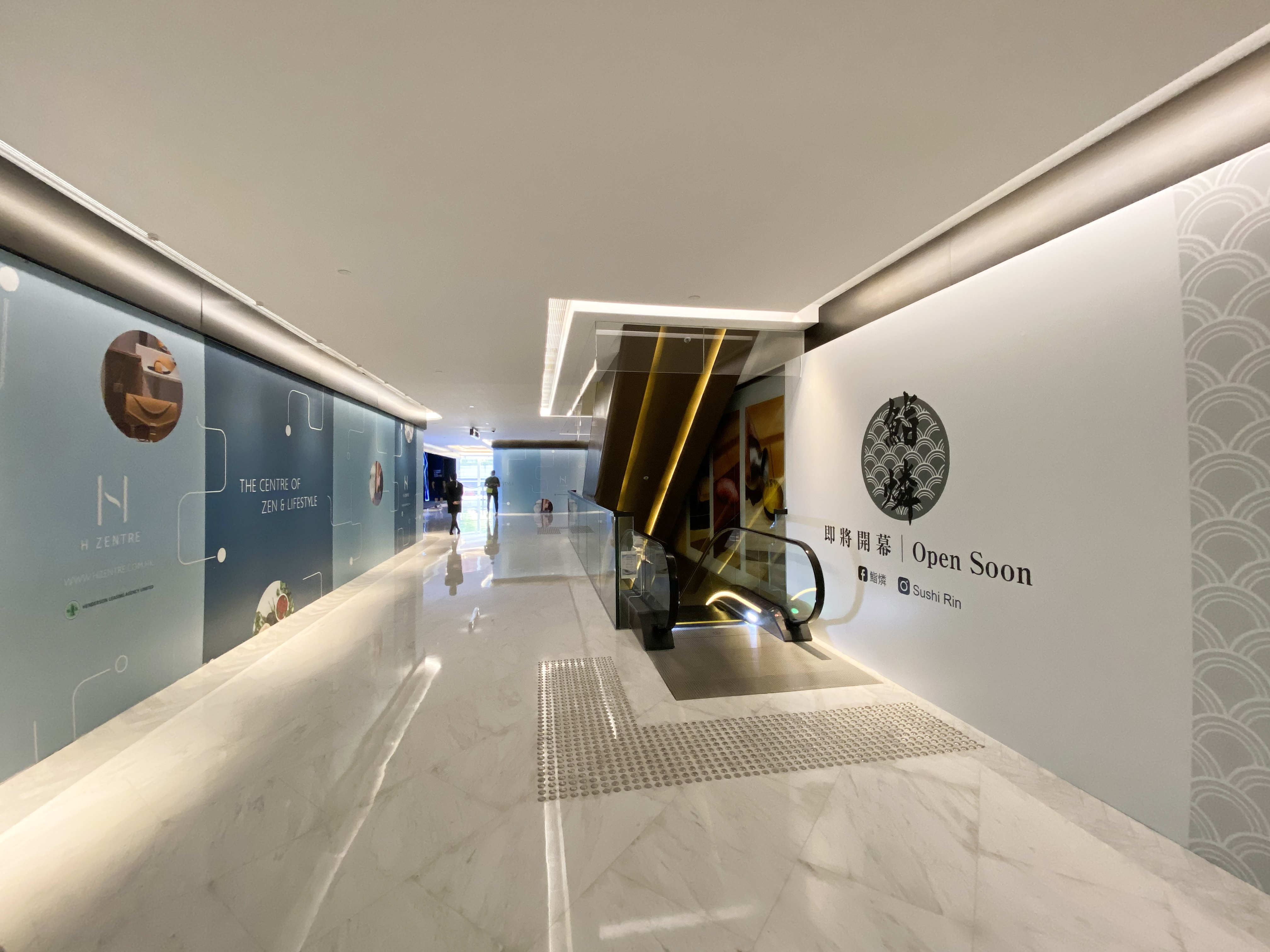
UG層商場有多個舖位空置（2020年）

大廈樓高20層，總建築面積31560平方公尺，包括3層地庫。發展商稱是香港首個以健康生活為主打的創新綜合項目，基座地下和UG層設零售商店，上方10層為醫療與美容空間，而餐飲部分集中大廈最高5個樓層，7樓亦設餐廳。
地下引入日式精品生活雜貨店 Rise by Classified，日本餐廳“金色不如帰”和三郎。燒肉；而1樓租戶有日本餐廳“鮨燐”。仁安醫院亦以月租299.7萬港元租用了H Zentre地庫1樓、9樓及12樓全層連平台，總樓面達4.5萬方尺，平均呎租約66.6元。
2022年5月，著名酒吧餐廳aqua由北京道1號遷往大廈17樓，並設戶外露台。

## 外部連結
- H Zentre （页面存档备份，存于）